# Cidade Velha

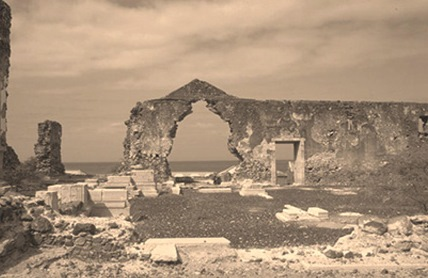
Ruínas da Sé.

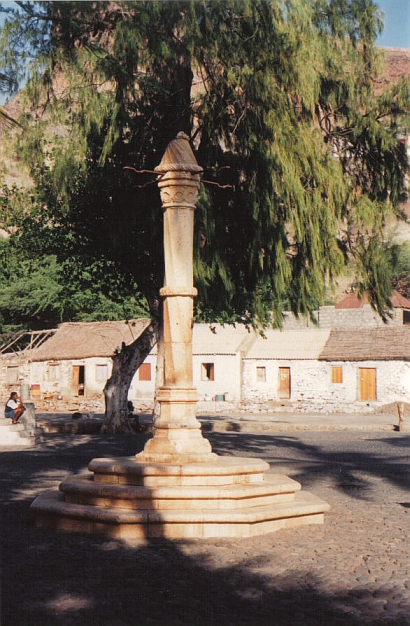
Pelourinho, Cidade Velha.

A Cidade Velha localiza-se no concelho da Ribeira Grande de Santiago, a 15 quilômetros a oeste da Praia, na costa de Cabo Verde. Constitui-se na primeira cidade construída pelos europeus nos trópicos e na primeira capital do arquipélago de Cabo Verde. Foi primitivamente denominada como Ribeira Grande, vindo a mudar de nome para evitar ambiguidade com a povoação homónima, na ilha de Santo Antão.
A 10 de junho de 2009 foi classificada como uma das Sete Maravilhas de Origem Portuguesa no Mundo. Devido à sua história, manifestada por um valiosos património arquitetónico, a 26 de junho do mesmo ano foi classificada pela UNESCO como Património Mundial da Humanidade.

## História
A então denominada Ribeira Grande foi fundada em 1462, apenas dois anos após a chegada dos navegadores portugueses à ilha de Santiago, primeira das ilhas do arquipélago de Cabo Verde a ser descoberta.
Além se ser a primeira cidade fundada por europeus ao sul do deserto do Saara, e primeira capital de Cabo Verde, foi ainda a sede da primeira diocese da costa ocidental africana, solicitada por João III de Portugal ao papa Clemente VII em 1532, e instituída pela bula "''Pro excellenti''" no ano seguinte (1533).
Se a localização do arquipélago se revestia de grande valor estratégico, como ponto de apoio nas rotas marítimas para a América e para o sul de África, permitindo o reabastecimento de água e de alimentos frescos, e as reparações navais, as ilhas serviram ainda como laboratório onde se experimentavam e aclimatavam diversas espécies agrícolas e animais, europeias e africanas, que foram introduzidas no continente americano, e outras, oriundas deste, que transitaram para a África e a Europa.
A implantação da cidade obedeceu a condições naturais mais propícias à fixação humana, num vale profundo, na foz de uma ribeira perene - a chamada Ribeira Grande - onde existia exuberante vegetação. A abundância de água e as facilidades para a agricultura foram determinantes para a escolha deste sítio como centro do povoamento. A distribuição das principais edificações, a seu turno, tirou partido do terreno acidentado, organizando-se a povoação em anfiteatro, orientado ao mar.
Foi porto de escala de dois grandes navegadores: Vasco da Gama, em 1497, em sua viagem de descoberta do caminho marítimo para a Índia, e Cristóvão Colombo, em 1498, em sua terceira viagem para as Américas.
O período áureo da cidade estendeu-se de meados do século XV aos finais do século XVI, mantendo ainda alguma importância no início do século XVII, devido sobretudo ao tráfico negreiro.
O conjunto urbanístico é dominado pelo Forte Real de São Filipe, a 100 metros acima do nível do mar, erguido a partir de 1587, em consequência dos assaltos do corsário inglês Francis Drake à cidade, em 1578 e em 1585.
Em meados do século XVI compunha-se de cerca de 500 edifícios de pedra e cal, onde se destacava um extenso conjunto de edifícios religiosos: a Igreja de Nossa Senhora do Rosário, única que chegou aos nossos dias, a Igreja de São Roque, hoje descaracterizada, e as desaparecidas Igreja de São Pedro, Igreja de Monte Alverne, Igreja de Nossa Senhora da Conceição, e Ermida de Santa Luzia. Também desaparecidos, à excepção de parte da torre sineira, localizavam-se na parte baixa da cidade a Igreja e Hospital da Santa Casa de Misericórdia, e, um pouco mais para o interior, o hospício e as casas da Companhia de Jesus.
Ao lado do Paço Episcopal, no bairro de São Sebastião, erguia-se a Sé Catedral. Templo de grandes dimensões, a 25 metros acima do nível do mar, dominava a cidade com sua presença. A sua construção iniciou-se em 1556, por iniciativa de D. Frei Francisco da Cruz, terceiro bispo de Cabo Verde, tendo as obras sido interrompidas quando as paredes se encontravam a meia altura. Apenas mais de um século depois, com o bispo D. Frei Vitoriano Portuense, os trabalhos foram retomados, para serem concluídos por volta de 1700.
Em meados do século XVII foi fundado, a meia encosta, o Convento de São Francisco, de entre cujas ruínas sobressai, hoje restaurada, a respectiva igreja.
Foi capital até 1769, quando, devido às melhores do porto e à temida insalubridade da Ribeira Grande, esta função foi transferida para a Praia de Santa Maria - atualmente Cidade da Praia.
A partir de então entrou em decadência e progressiva ruína, perdendo-se a quase totalidade dos edifícios civis, religiosos e militares. No século XX, com a chegada de populações vindas do interior, sobre as fundações dos desaparecidos edifícios, surgiram habitações simples, em alvenaria de pedra e cobertura em folhas de coqueiro, com o reaproveitamento de cantarias dos antigos monumentos.
Em 2000, sob a coordenação do arquiteto Álvaro Siza, foi iniciado um trabalho de preparação  do dossier de candidatura da cidade a Patrimônio Mundial da UNESCO. O dossier foi apresentado à UNESCO, em 31 de janeiro de 2008.

## Demografia
De acordo com dados de 1990, a Cidade Velha contava com 2.148 habitantes.
| População da cidade de Cidade Velha (1990–2005) | População da cidade de Cidade Velha (1990–2005) | População da cidade de Cidade Velha (1990–2005) |
| ----------------------------------------------- | ----------------------------------------------- | ----------------------------------------------- |
| 1990                                            | 2000                                            | 2005                                            |
| 2148                                            | —                                               | —                                               |

## Património edificado
Em 1520 foi erguido o pelourinho da cidade, ainda hoje conservado como monumento.
Aqui se encontra a mais antiga igreja colonial do mundo, erguida em 1495, a Igreja de Nossa Senhora do Rosário, em estilo manuelino (gótico português). A rua Banana, que conduz à igreja, foi a primeira rua de urbanização portuguesa nos trópicos.
A Sé Catedral da cidade começou a ser erguida em 1555, sendo concluída em 1693, quando a cidade já tinha perdido muito de sua importância. Foi saqueada e severamente danificada por piratas franceses em 1712.
O Forte Real de São Filipe, que domina a cidade a 120 metros de altura, foi erguido em 1590 para defesa contra oS ataques de piratas e corsários.
O Convento de São Francisco foi erguido em meados do século XVII, tendo servido como local de culto e de formação. Foi saqueado e danificado no assalto de piratas em 1712.